# Calacalí

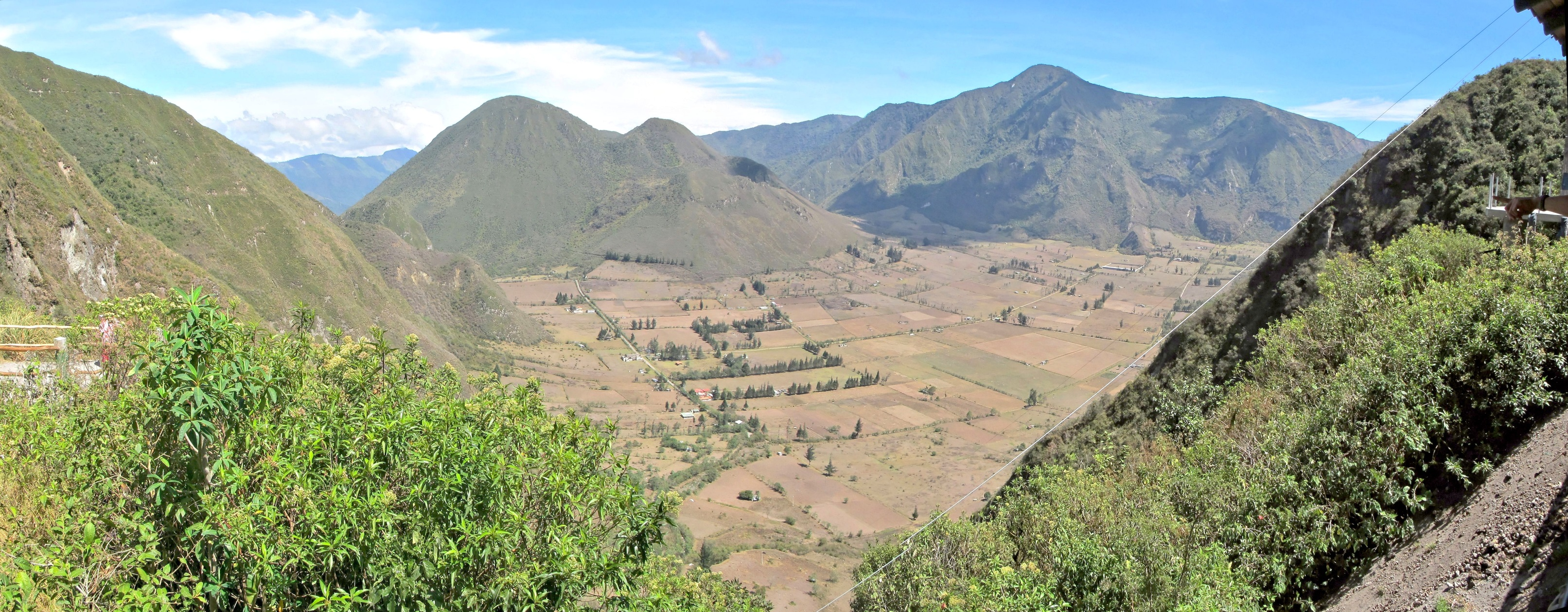
Pululahua

Calacalí ist eine Ortschaft und eine Parroquia rural („ländliches Kirchspiel“) im Kanton Quito der ecuadorianischen Provinz Pichincha. Die Parroquia Calacalí gehört zur Verwaltungszone La Delicia. Die Parroquia besitzt eine Fläche von 190,2 km². Die Einwohnerzahl betrug im Jahr 2010 3895.
Der Äquator verläuft mitten durch den Ort (und durch den Park vor der Dorfkirche). Das Monumento Mitad del Mundo auf dem Hauptplatz markiert die „Mitte der Welt“, liegt aber etwa 170 Meter südlich des wirklichen Äquators. 

## Lage
Die Parroquia Calacalí liegt in der Cordillera Occidental im Nordwesten des Kantons Quito. Das Verwaltungsgebiet liegt in Höhen zwischen 1130 m und 3500 m. Der Río Guayllabamba fließt entlang der nördlichen Verwaltungsgrenze nach Westen. Der Süden der Parroquia wird über Río Pichán nach Westen zum Río Alambi entwässert. Der 2818 m hoch gelegene Hauptort Calacalí befindet sich knapp 25 km nördlich vom historischen Stadtzentrum von Quito. Die Fernstraße E28 (San Antonio de Pichincha–San Miguel de los Bancos), eine Hauptverkehrsverbindung vom Großraum von Quito nach Nordwest-Ecuador führt an Calacalí vorbei.
Die Parroquia Calacalí grenzt im Norden an die Parroquia San José de Minas, im Osten an die Parroquia San Antonio de Pichincha, im äußersten Südosten an die Parroquia Pomasqui und an das Municipio von Quito, im Südwesten an die Parroquia Nono und im Westen an die Parroquia Nanegal.

## Ökologie
Im Norden der Parroquia befindet sich die Reserva Geobotánica Pululahua, die sich über die Caldera des Pululahua erstreckt. Im Südwesten der Parroquia befindet sich die Reserva Yunguilla.

## Geschichte
Die kirchliche Pfarrei Calacalí wurde im Jahr 1572 von Obispo Federico González Suárez gegründet.